# Тайпинско въстание
Тайпинското въстание (1850 – 1864) е селска война в Китай против манджурското управление на империята Цин.
Лидер на въстанието е християнина Хун Сюцюан, който обявява създаването на Тайпинското Небесно Царство – независима китайска държава, съществуваща паралелно с манджурската империя Цин.
Самото название „Тайпин“ означава „Велико Спокойствие“ и произлиза от раннодаосиската школа Тайпиндао от времето на Ханската империя, като наименованието се родее с цяла серия управленски девизи от периода 3 – 14 век.
Тайпинската държава възниква на ограничена територия в Южен Китай, и обединява под юрисдикцията си около 30 милиона поданици. Тайпините се опитват да въведат редица радикални за традиционното китайско общество социални преобразувания, включително замяната на традиционните китайски религиозни вярвания със специфично „християнство“, поради и което Хун Сюцюан се обявява за по-малък брат на Иисус Христос. Тайпините по евангелски тертип се наричат „дългокоси“, заради което са взети на подбив от останалия манджурски китайски Цин, който ги наричал „дългокосите бандити“.